# Ẁurdah Ïtah
Ẁurdah Ïtah  ist das vierte Studioalbum der französischen Avant-Prog- und Zeuhl-Band Magma. Das Album wurde ursprünglich am 15. Juni 1974 von Christian Vander unter dem Namen Tristan et Iseult als Soundtrack Yvan Lagranges gleichnamigen Avantgardefilm Tristan et Iseult von 1972 veröffentlicht. Der Film thematisiert die Legende um Tristan und Isolde.

## Musikstil
Ẁurdah Ïtah, was in der Kunstsprache Kobaïanisch, in der auch die Texte der auf dem Album gesungenen wurden, etwa mit Tote Erde übersetzt werden kann, ist der zweite Teil der Theusz Hamtaahk-Trilogie. Es folgt auf das Album Theusz Hamtaahk (deutsch etwa: Zeit des Hasses), welches lediglich als Live-Album erhältlich ist und wird von Mekanïk Destruktïw Kommandöh (1973) fortgeführt.

## Entstehungsgeschichte
Das Album wurde am 4., 5. und 8. April 1974 im Pariser Studio De Milan von Jean-Pierre Bameull aufgenommen und abgemischt.
Erstmals wurde eine Vorversion von Ẁurdah Ïtah im Frühjahr 1971 von Vander am Piano und Gesang, Klaus Blasquiz Gesang, René Gerber an der Bassklarinette, Clément Bailly und Doudou Weiss am Schlagzeug bei einem einmaligen Konzert im Pariser The Gibusb in einer akustischen Version aufgeführt.
Das Album wurde von einem Kernquartett von Magma-Mitgliedern aufgenommen. Die Besetzung besteht lediglich aus Schlagzeug, Bass, Klavier und Gesang. 1989 wurde das Album auf Stella Vanders Label Seventh Records mit dem Magma-Logo auf dem Cover wiederveröffentlicht und wird seitdem rückblickend als Magma-Album kontextiert. Das Album wurde mehrfach neu aufgelegt, unter anderem in dem Boxset Studio Zünd und 2018 remastered auf Sevent Records mit einer 26-minütigen, frühen Aufnahme vom 3. Januar 1972 aus dem Chapel Studios als Bonustitel, die von Georgio Gomelsky aufgezeichnet wurde. Im Gegensatz zum Album bestand die Besetzung dieser Aufnahme aus Klaus Blasquiz, Jean-Pierre Lembert, René Garber und Christian Vander.

## Titelliste
Alle Titel wurden von Christian Vander geschrieben und arrangiert. Den kobaïanischen Titeln folgen die französischen Titel in Klammern.
| Nr. | Titel                                       | Deutsche Entsprechung          | Länge |
| --- | ------------------------------------------- | ------------------------------ | ----- |
| 1.  | Malaẁëlëkaahm (Incantation)                 | Beschwörung                    | 3:37  |
| 2.  | Bradïa Da Zïmehn Iëgah (L'Initié A Parlé)   | Der Eingeweihte hat gesprochen | 2:18  |
| 3.  | Manëh Fur Da Zëss (Ensemble Pour Le Maître) | Gemeinsam für den Meister      | 1:38  |
| 4.  | Fur Dï hël Kobaïa (Pour La Vie Éternelle)   | Für das ewige Leben            | 4:55  |
| 5.  | Blüm Tendiwa (L'Âme Du Peuple)              | Die Seele des Volkes           | 3:29  |

| Nr.          | Titel                                           | Deutsche Entsprechung               | Länge  |
| ------------ | ----------------------------------------------- | ----------------------------------- | ------ |
| 6.           | Ẁohldünt Mᴧëm Dëẁëlëss (Message Dans L'Étendue) | Botschaft aus der Ferne             | 3:29   |
| 7.           | Ẁaïnsaht !!! (En Avant)                         | Vorwärts / Attacke                  | 2:30   |
| 8.           | Ẁlasïk Steuhn Kobaïa (Ascension Vers L'Éternel) | Aufstieg zur Ewigkeit               | 2:46   |
| 9.           | Sëhnntëht Dros Ẁurdah Süms (La Mort N'est Rien) | Der Tod ist nichts                  | 3:24   |
| 10.          | C'est la vie qui les a menés là ! (dito.)       | Das Leben hat sie dorthin gebracht! | 4:58   |
| 11.          | Ëk Sün Da Zëss (Qui Est Le Maître ?)            | Wer ist der Meister?                | 2:16   |
| 12.          | De Zeuhl Ündazïr (Vision De La Musique Céleste) | Vision der himmlischen Musik        | 3:40 … |
| Gesamtlänge: | Gesamtlänge:                                    | Gesamtlänge:                        | 39:04  |